# Trippie Redd
Michael Lamar White IV (Canton, Ohio, 18 de junio de 1999), conocido artísticamente como Trippie Redd, es un rapero estadounidense. Es miembro de la escena de rap de SoundCloud. Su mixtape debut, «A Love Letter to You» (2017), y su sencillo principal, «Love Scars», lo impulsaron a la popularidad.
Es mayormente conocido por sus canciones «Love Scars», «Poles 1469» en conjunto con 6ix9ine y «Dark Knight Dummo» con Travis Scott. Las dos obtuvieron el certificado de oro por el RIAA, y la segunda culminó en el n.º 72 del Billboard Hot 100.
Los sencillos de Trippie Redd «Dark Knight Dummo», «Taking a Walk» y «Topanga» alcanzaron el Billboard Hot 100. Su álbum de estudio debut, «Life's a Trip» (2018), y su segundo álbum, «!» (2019), ambos alcanzaron los cinco primeros puestos del Billboard 200, mientras que su cuarto mixtape, «A Love Letter to You 4» (2019), encabezó la lista. El tercer álbum de estudio de Trippie Redd, «Pegasus» (2020) y su cuarto álbum de estudio «Trip at Knight» (2021) alcanzaron el número dos en el Billboard 200.

## Biografía

### Primeros años
Michael Lamar White IV nació en Canton, Ohio. El padre de Michael estaba en prisión en el tiempo de su nacimiento, y su madre se vio obligada a criarle como madre soltera. White creció en Canton, aunque se trasladó varias veces a Columbus, Ohio. El interés en música de White comenzó cuando su madre reproducía música de artistas como Ashanti, Beyoncé, 2pac y Nas a lo largo de su crecimiento. Lo cual le llevó a escuchar a T-Pain, Kiss, Eminem, Gucci Mane, Marilyn Manson y Lil Wayne. White empezó a rapear después de ser inspirado por su hermano mayor Taevion Williams, otro rapero que utilizó el nombre de Lil Tae. Williams más tarde falleció en un accidente automovilístico. White empezó a tomar su carrera de música seriamente y empezó a grabar música, lanzando  “Sub-Cero” y “New Ferrari” en 2014, pronto eliminando aquellas canciones.
White también formaba parte de la banda callejera Five Nine Brims, y tuvo clases en Canton donde consiguió una media 4.0 IQ, describiéndose a sí mismo durante el instituto como que era "solitario" y " popular". Redd también era fan de los videojuegos cuando era un adolescente, es así como lo demostró en varias canciones, entre ellas "Woah Woah Woah" (Que toma su nombre del ruido que hace el personaje Crash) y canciones con referencias a Call of Duty, entre otros. Siguiendo su graduación, White se trasladó a Atlanta, donde conoció al rapero Lil Wop y donde fue finalmente ofrecido un contrato con una discográfica.

### Vida privada
White dijo en marzo de 2018 que tenía una fortuna de 7 millones de dólares y le compró a su madre una casa de 300.000 dólares. En 2022, White firmó un contrato discográfico de 30 millones de dólares con 10K Projects. Después de firmar el acuerdo, compró una mansión de 7,5 millones de dólares en Florida. White declaró a través de Instagram en noviembre de 2023 que tiene un hijo.

## Carrera musical

### 2016-2018: Inicios de carrera y Life's a Trip

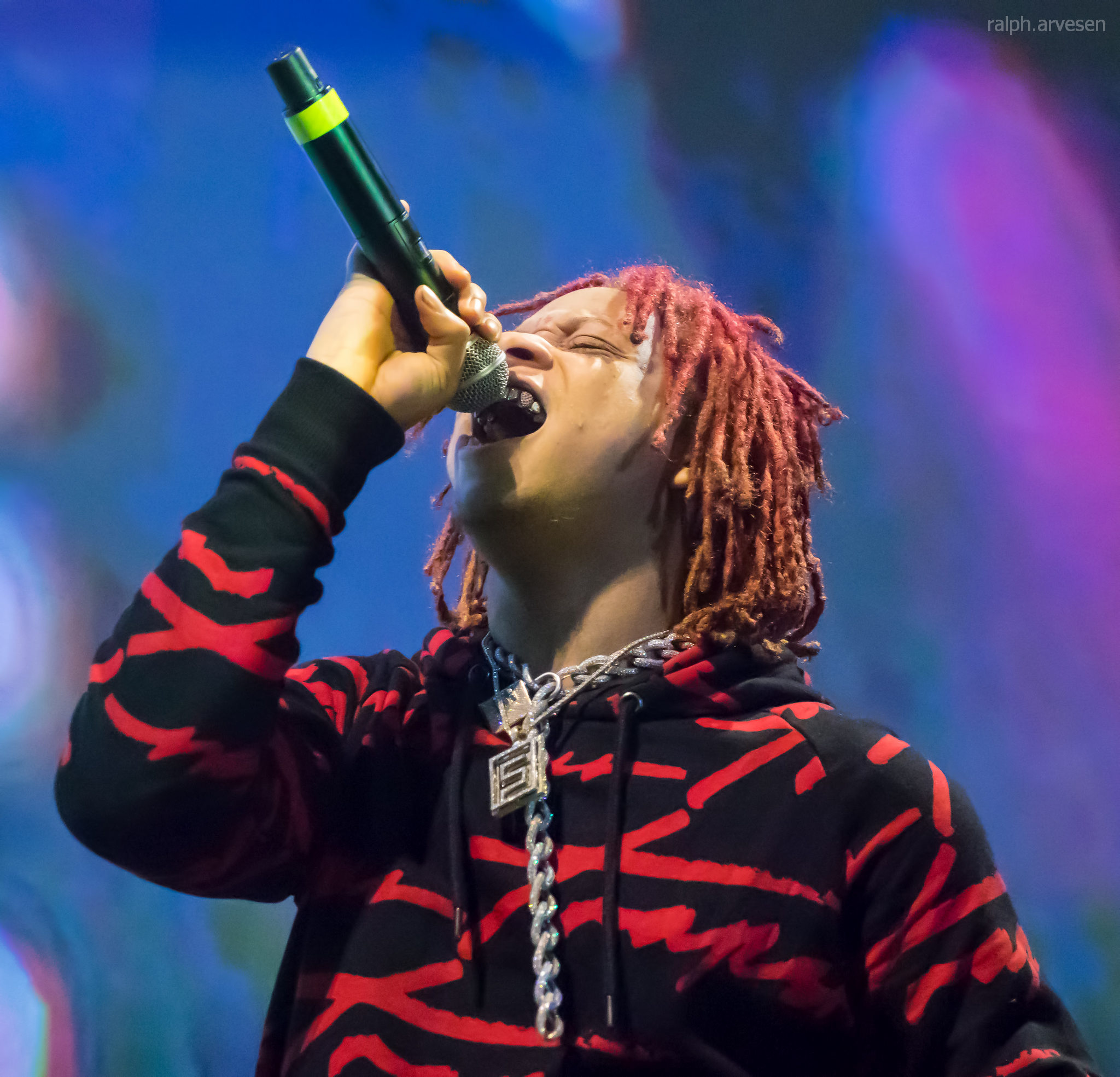
Trippie Redd durante un concierto en Austin, Texas en 2018.

Lil Wop ayudó a White a empezar con un estudio de grabación profesional, donde empezó a trabajar con Lil Wop junto con Kodie Shane y grabó tres proyectos titulados «Awakening My Inner Beast, Beast Mode and Rock the World Trippie». White finalmente firmó con la discográfica Strainge Entertainment (ahora conocida como Elliot Grainge Entertainment) y reubicado a Los Ángeles.

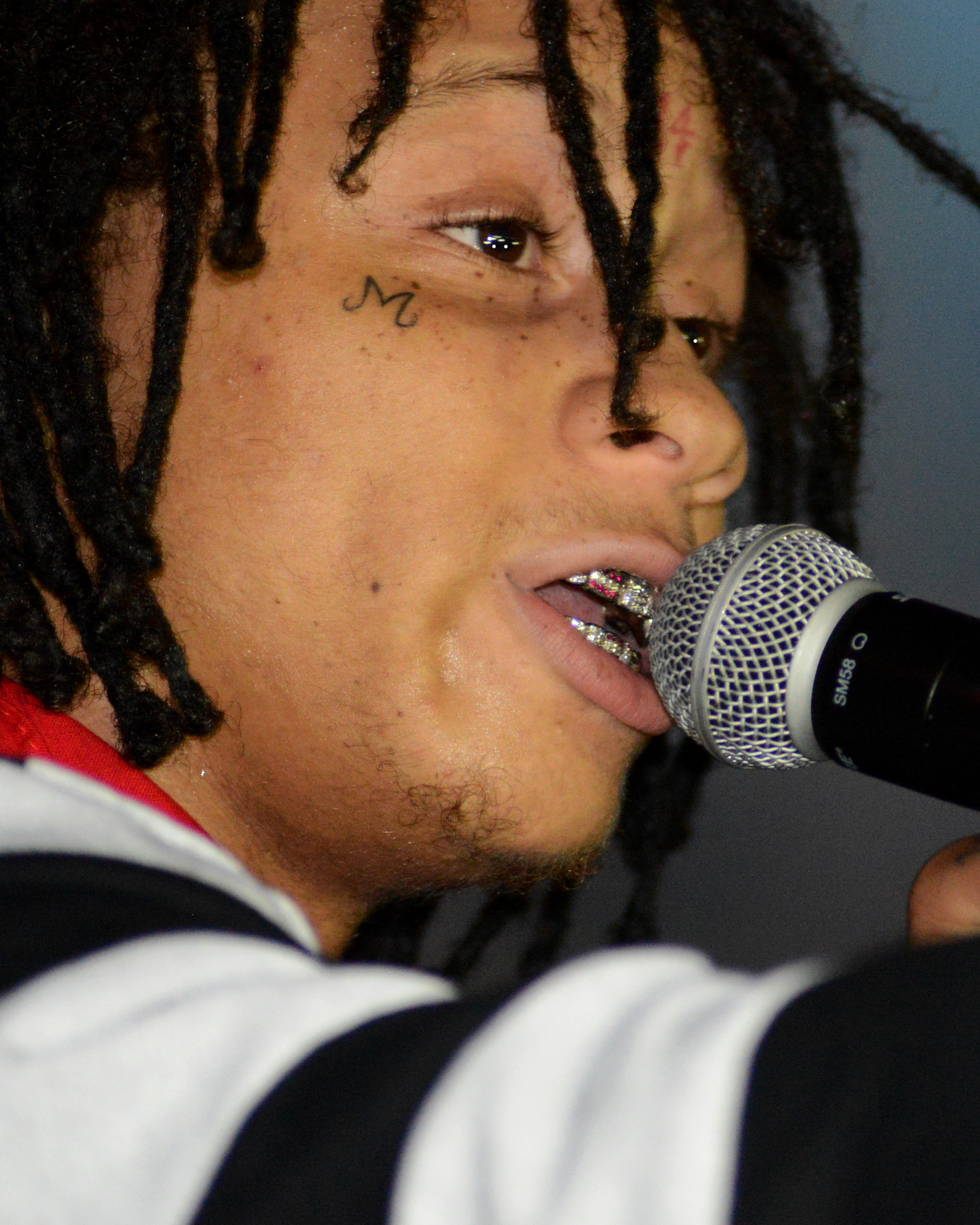
Trippie Redd en 2017.

En mayo de  2017, White consiguió su debut con el álbum, «A Love Letter to You», adelantando a su sencillo «Love Scars»,  el cual recibió más de 8 millones de visitas en YouTube en varios meses. Y más de 13 millones en SoundCloud. White estuvo incluido en el álbum 17 de XXXTentacion, en la canción «Fuck Love», la cual  culminó en el número 41 en Billboard Hot 100.
En octubre de 2017, White lanzó su segundo álbum, «A Love Letter to You II». El álbum debutó en #34 en Billboard 200. Más tarde en el mes, White lanzó una colaboración EP con  el artista rapero de Atlanta Lil Wop, titulado «Angels & Demons». 
El 5 de diciembre de 2017, White lanzó la canción «Dark Knight Dummo», en la cual figura el artista Travis Scott. La canción alcanzó el puesto 72 en Billboard Hot 100, convirtiéndose en la primera entrada de White como artista principal en el gráfico.  El 25 de diciembre de 2017, White lanzó la canción «TR666» en su cuenta de SoundCloud. En la canción figura Swae Lee y estuvo producida por Scott Storch. La pista fue sometida a vista previa el 30 de noviembre. Trippie Redd lanzó «18» junto a Baauer, Kris Wu, Joji y Brian Rrian.

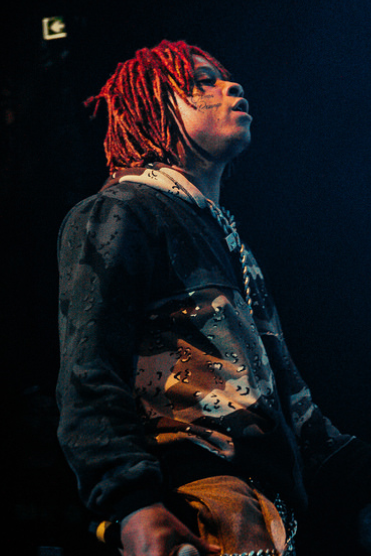
Trippie Redd en marzo de 2018.

En una entrevista con  2018, White afirmó que en su álbum de estudio de debut presentaría colaboraciones con Lil Wayne y Erykah Badu. En julio de 2018, White anunció que el álbum se titularía Life's a Trip y tendría 26 canciones; Más tarde lo recortó a 16 pistas. White lanzó los sencillos «Me Likey» y «How You Feel» el 22 de junio de 2018, y «Taking a Walk» el 6 de agosto de 2018. Life's a Trip fue lanzado el 10 de agosto de 2018 y debutó en el número cuatro en la lista de álbumes Billboard 200, con el sencillo «Taking a Walk» debutando en el número 46 en la lista Billboard Hot 100. Más tarde, en 2018, Trippie Redd lanzó A Love Letter to You 3, que alcanzó el número tres en el Billboard 200.

### 2019–2020: !, A Love Letter to You 4, y Pegasus

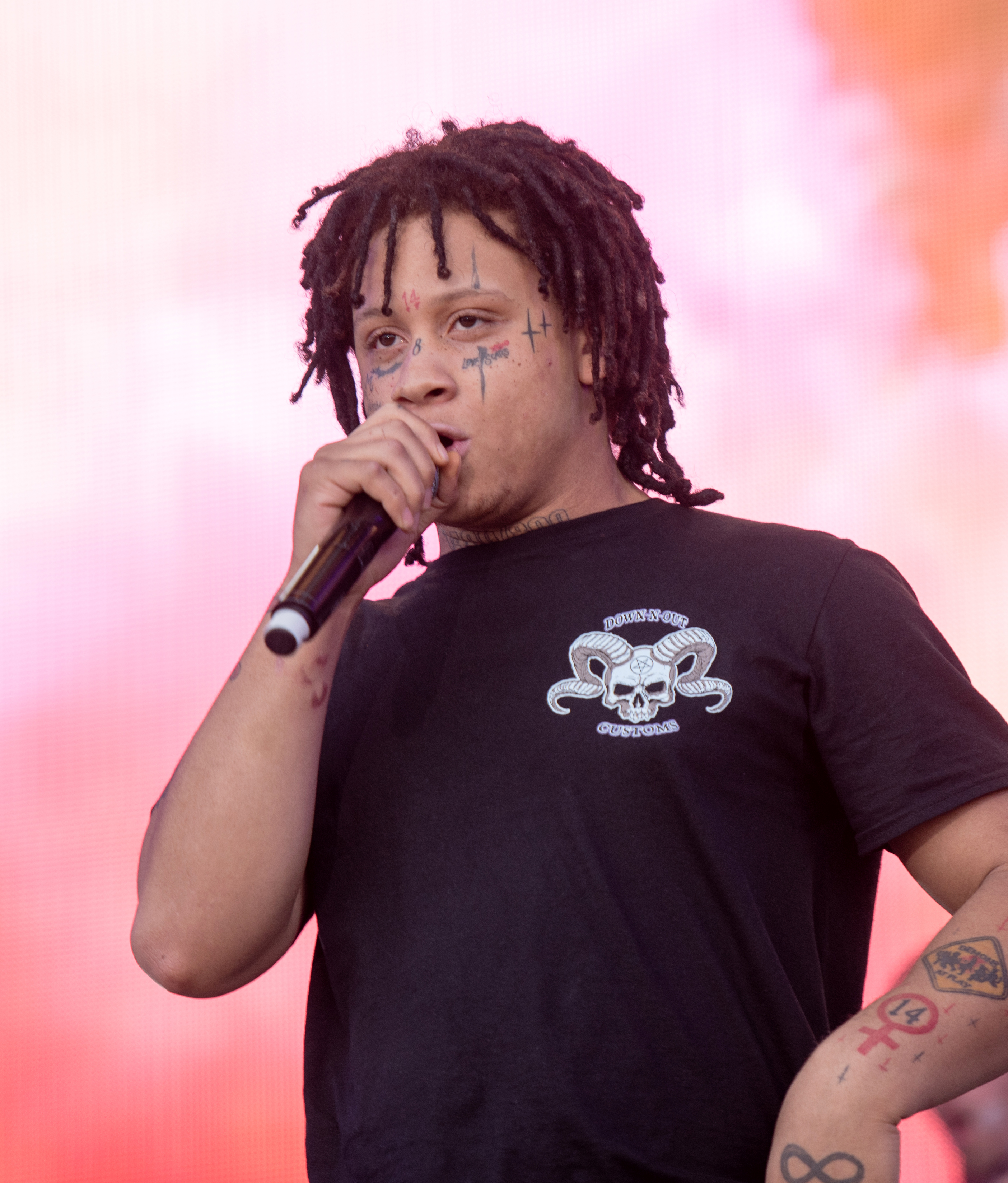
Trippie Redd en concierto en 2019.

El 29 de mayo de 2019, White lanzó «Under Enemy Arms», el sencillo principal de su segundo álbum de estudio. El 24 de julio de 2019, White lanzó el segundo sencillo del álbum, «Mac 10», con Lil Baby y Lil Duke. El álbum fue lanzado el 9 de agosto de 2019 y debutó en el número tres en el Billboard 200 de EE. UU. con 51,000 unidades equivalentes a álbumes. El álbum recibió tibias críticas y, en medio de las críticas, White eliminó la canción «They Afraid Of You», con Playboi Carti, del álbum. White lanzó A Love Letter to You 4 en noviembre. El mixtape debutó en el número uno en el Billboard 200, convirtiéndose en su primer álbum en la cima de las listas de éxitos.
Después de esto, White apareció en varias canciones en la primera mitad de 2020. Apareció en el sencillo «Wake Up Call» del YouTuber, personalidad de los medios y rapero inglés KSI, que fue lanzado el 31 de enero del 2020. La canción sirve como el segundo sencillo del álbum de estudio debut de este último, Dissimulation. La canción alcanzó el número 11 en la lista de sencillos del Reino Unido. También lanzó una colaboración con Juice WRLD titulada «Tell Me U Luv Me», que alcanzó el top 40 en el Billboard Hot 100. El 15 de mayo de 2020, White lanzó el sencillo «Excitement» con PartyNextDoor, como sencillo principal de su tercer álbum de estudio, Pegasus. El 18 de junio, que fue su cumpleaños número 21, lanzó otro sencillo titulado «Dreamer», un sencillo para Neon Shark, la edición de lujo de Pegasus, que sería su «álbum de rock». El 18 de agosto, el álbum completo se filtró después de que White declarara que retrasaría aún más el álbum si más de su música continuaba filtrándose en línea. El 11 de septiembre lanzó el sencillo «I Got You», con Busta Rhymes, como el segundo sencillo de Pegasus. El 7 de octubre, lanzó el tercer y último sencillo, «Sleepy Hollow», del álbum. El álbum fue lanzado el 30 de octubre de 2020 y debutó en el número dos en el Billboard 200.

### 2021–2022: Trip at Knight y Neon Shark vs Pegasus
White comenzó el año lanzando la edición de lujo de Pegasus, una reedición de rock titulada «Neon Shark vs Pegasus». Más tarde anunció su cuarto álbum de estudio Trip at Knight, que se esperaba que se lanzara a finales de año. En el período previo al lanzamiento del álbum, White lanzó dos colaboraciones de alto perfil. El primero, «Miss the Rage» con Playboi Carti, debutó en el número 11 en el Billboard Hot 100, convirtiéndose en el sencillo más alto de la carrera de White. El segundo sencillo principal fue «Holy Smokes» con Lil Uzi Vert, que alcanzó el número 50 en el Hot 100. El 11 de agosto, White anunció la lista de canciones del álbum, así como una gira que comenzará el 25 de agosto. Trip at Knight se lanzó el 20 de agosto de 2021, con la canción «Betrayal» con Drake agregada a la lista de canciones del álbum un día después, el 21 de agosto.
El 9 de septiembre de 2021, alguien abrió fuego contra el autobús turístico de White, hiriendo al conductor.

### 2023:Mansion MusikyA Love Letter to You 5
White lanzó su quinto álbum de estudio, Mansion Musik, el 20 de enero de 2023. El álbum alcanzó el número 3 en el Billboard 200 y recibió críticas mixtas. El quinto mixtape comercial de White, A Love Letter To You 5, se lanzó el 11 de agosto de 2023.
A finales de 2023, White lanzó su EP de 7 canciones, Saint Michael. Posteriormente, Saint Michael V2, una edición ampliada del proyecto, se lanzaría en noviembre de 2023.
En marzo de 2024, Trippie Redd anunció un EP en colaboración con el músico estadounidense MGK, titulada «Genre: Sadboy». Fue lanzado el 29 de marzo de 2024.

## Disputas

### 6ix9ine
En abril de 2017, 6ix9ine figuraba en la canción de White, "Poles1469", la cual obtuvo el oro certificado y en julio de 2017, en la canción "Owee." Una cuenta de Instagram acusaba a 6ix9ine de ser un pedófilo. White denunció a 6ix9ine, luego 6ix9ine dijo "porque me odias si pienso que tu música es muy buena". El 11 de noviembre de 2017, White fue atacado en un hotel de Nueva York, y declaró por Instagram que 6 de los miembros del grupo de 6ix9ine le había atacado. 6ix9ine más tarde confirmó su implicación. En febrero de 2018, 6ix9ine fue asaltado por varios hombres en el exterior de un aeropuerto de Los Ángeles poco después de haber discutido con White en Instagram. 6ix9ine y White continuaron intercambiando insultos en los medios de comunicación sociales en febrero y marzo de 2018.
En mayo de 2018, 6ix9ine empezó una disputa junto al rapero Tadoe y Chief Keef sobre el artista Cuban Doll, sobre alegaciones que sostenían que Tadoe había maltratado a Cuban Doll por hablar a 6ix9ine. White apoyó a Tadoe en la disputa y lanzó una canción que atacaba a 6ix9ine titulada "I Kill People!" presentando Tadoe y Chief Keef.
6ix9ine también acusó a White mediante Instagram de mantener relaciones sexuales con Danielle Bregoli, también conocida como Bhad Bhabie, quién tiene 16 años. Ambos negaron las acusaciones, aunque Bregoli confesó que antiguamente se habían dado un beso, cuando White tenía 17 años.
El 17 de septiembre de 2019, 6ix9ine declaró en un testimonio que White ha estado involucrado con la pandilla Five Nine Brims.

### XXXTentacion
En octubre de 2017, un adelanto de la canción "God's Plan" del artista Drake fue mostrado en medios de comunicación sociales. La canción originalmente presentaba a White cantando el estribillo y dando un verso adicional. Un colaborador frecuente, el rapero de Florida Jahseh Onfroy, conocido como XXXTentacion, quién tuvo asuntos previos con Drake, se empezó a asociar con el rapero neoyorquino 6ix9ine. En marzo de 2018, Onfroy "prohibió" la entrada de White en el territorio de Florida, prometiendo asaltarle si lo incumplía. Onfroy más tarde le ofreció sus disculpas a White después de que White aceptase su disculpa vía un correo en su cuenta de Instagram. White y Onfroy colaboraron en múltiples ocasiones.
Tras la muerte de XXXTentacion el 18 de junio de 2018, que también fue el cumpleaños número 19 de White, White se tiñó el cabello en memoria del artista y lanzó «Ghost Busters», una colaboración con Quavo, XXXTentacion y Ski Mask the Slump God in memoriam. En una entrevista de 2021, White dijo que todavía pensaba en XXXTentacion todos los días. En el álbum de 2021 de White, Trip At Knight, se lanzó una versión póstuma reelaborada de «Ghost Busters» con White y XXXTentacion titulada «Danny Phantom».

### Asuntos legales
White fue arrestado en el Condado de Cobb, Georgia, por motivo de una agresión al rapero FDM Grady en mayo de 2018. Según Grady, White y su socio rapero Lil Wop insultaron a la novia de Grady. En aquel punto, Grady fue atacado por cuatro hombres que incluyen a White y a Wop. White estuvo arrestado por su involucración en peleas públicas, allanamiento de morada y agresión simple. Unas cuantas semanas más tarde, en junio, White volvió a ser arrestado en Georgia en un cargo de agresión por presuntamente atacar con una pistola a una mujer.

## Discografía
Álbumes de estudio
- 2018: Life's a Trip
- 2019: !
- 2020: Pegasus
- 2021: Trip at Knight
- 2023: Mansion Musik
- 2024: Life's a Trip 2

Mixtapes
- 2017: A Love Letter to You
- 2017: A Love Letter to You 2
- 2018: A Love Letter to You 3
- 2020: A Love Letter to You 4
- 2023: A Love Letter to You 5

## Filmografía
| Año  | Título         | Rol                     | Notas                                                      |
| ---- | -------------- | ----------------------- | ---------------------------------------------------------- |
| 2020 | Dave           | Él mismo                | temporada 1: episodios 4 y 7; acreditado como Trippie Redd |
| 2021 | Downfalls High | Él mismo                | [ 63 ]                                                     |
| 2022 | Good Mourning  | Aparición en la piscina |                                                            |
| 2022 | Saints Row     | Él mismo                |                                                            |